# Tennessee Titans 2013
La stagione 2013 dei Tennessee Titans è stata la 44ª della franchigia nella National Football League, la 53ª complessiva Fu anche l’ultima stagione sotto la proprietà del fondatore Bud Adams, che morì il 21 ottobre 2013. La squadra migliorò il record di 6–10 della stagione precedente vincendo una gara in più ma mancando i playoff per il quinto anno consecutivo.

## Scelte nel Draft 2013

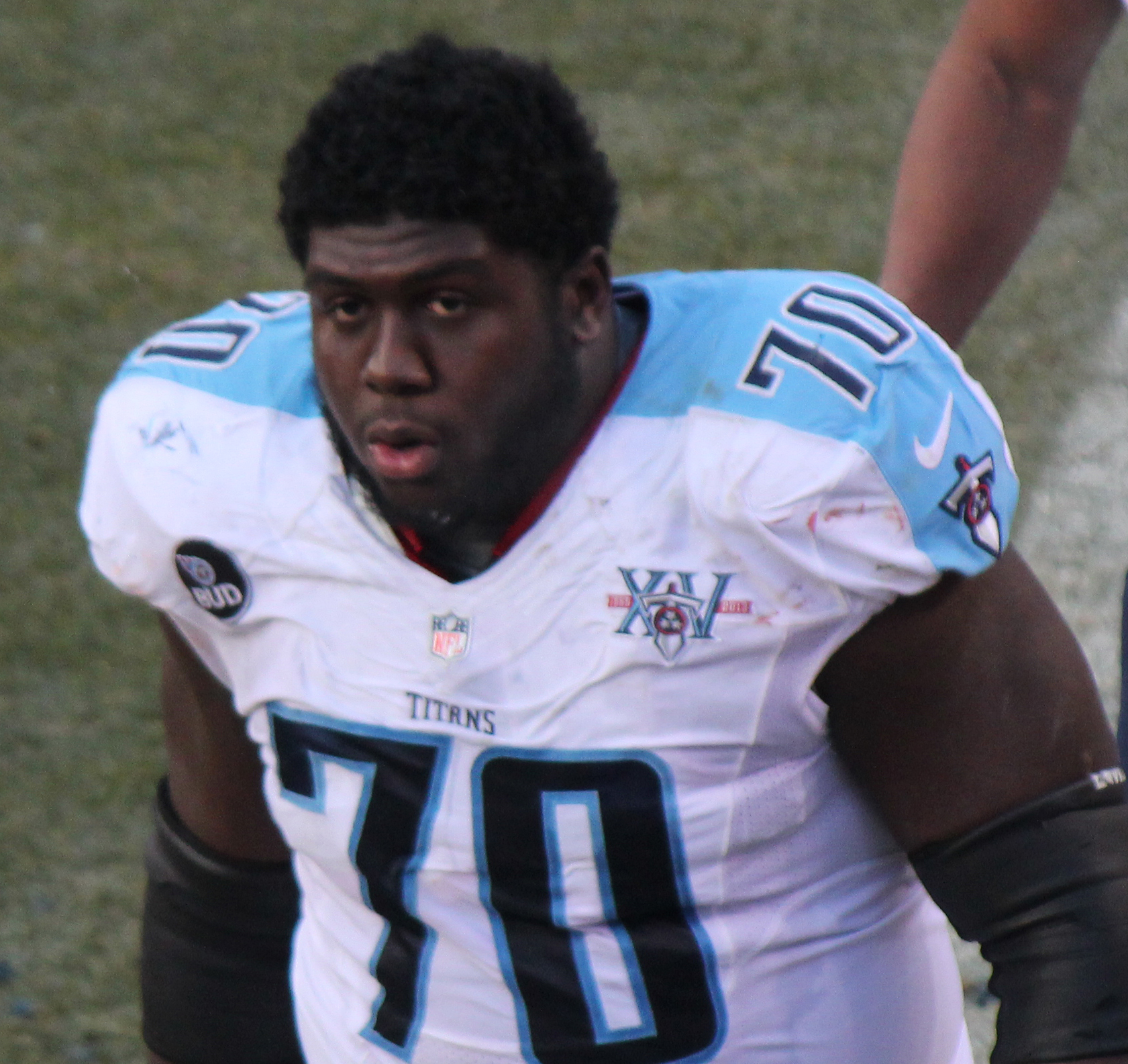
Chance Warmack fu la scelta del primo giro dei Titans nel 2013

| Scelte dei Titans nel Draft 2013 |        |                   |               |            |
| Giro                             | Scelta | Giocatore         | Ruolo         | College    |
| 1                                | 10     | Chance Warmack    | Guard         | Alabama    |
| 2                                | 34     | Justin Hunter     | Wide receiver | Tennessee  |
| 3                                | 70     | Blidi Wreh-Wilson | Cornerback    | UConn      |
| 3                                | 97     | Zaviar Gooden     | Linebacker    | Missouri   |
| 4                                | 107    | Brian Schwenke    | Centro        | California |
| 5                                | 142    | Lavar Edwards     | Defensive end | LSU        |
| 6                                | 202    | Khalid Wooten     | Cornerback    | Nevada     |
| 7                                | 248    | Daimion Stafford  | Safety        | Nebraska   |

## Calendario
| Stagione regolare |                         |                    |                    |                                     |
| Turno             | Avversario              | Risultato          | Record             | Stadio                              |
| 1                 | at Pittsburgh Steelers  | V 16–9             | 1–0                | Heinz Field                         |
| 2                 | at Houston Texans       | S 24–30 (DTS)      | 1–1                | Reliant Stadium                     |
| 3                 | San Diego Chargers      | V 20–17            | 2–1                | LP Field                            |
| 4                 | New York Jets           | V 38–13            | 3–1                | LP Field                            |
| 5                 | Kansas City Chiefs      | S 17–26            | 3–2                | LP Field                            |
| 6                 | at Seattle Seahawks     | S 13–20            | 3–3                | CenturyLink Field                   |
| 7                 | San Francisco 49ers     | S 17–31            | 3–4                | LP Field                            |
| 8                 | Settimana di pausa      | Settimana di pausa | Settimana di pausa | Settimana di pausa                  |
| 9                 | at St. Louis Rams       | V 28–21            | 4–4                | Edward Jones Dome                   |
| 10                | Jacksonville Jaguars    | S 27–29            | 4–5                | LP Field                            |
| 11                | Indianapolis Colts      | S 27–30            | 4–6                | LP Field                            |
| 12                | at Oakland Raiders      | V 23–19            | 5–6                | O.co Coliseum                       |
| 13                | at Indianapolis Colts   | S14–22             | 5–7                | Lucas Oil Stadium                   |
| 14                | at Denver Broncos       | S 28–51            | 5–8                | Sports Authority Field at Mile High |
| 15                | Arizona Cardinals       | S 34–37 (DTS)      | 5–9                | LP Field                            |
| 16                | at Jacksonville Jaguars | V 20–16            | 6–9                | EverBank Field                      |
| 17                | Houston Texans          | V 16–10            | 7–9                | LP Field                            |

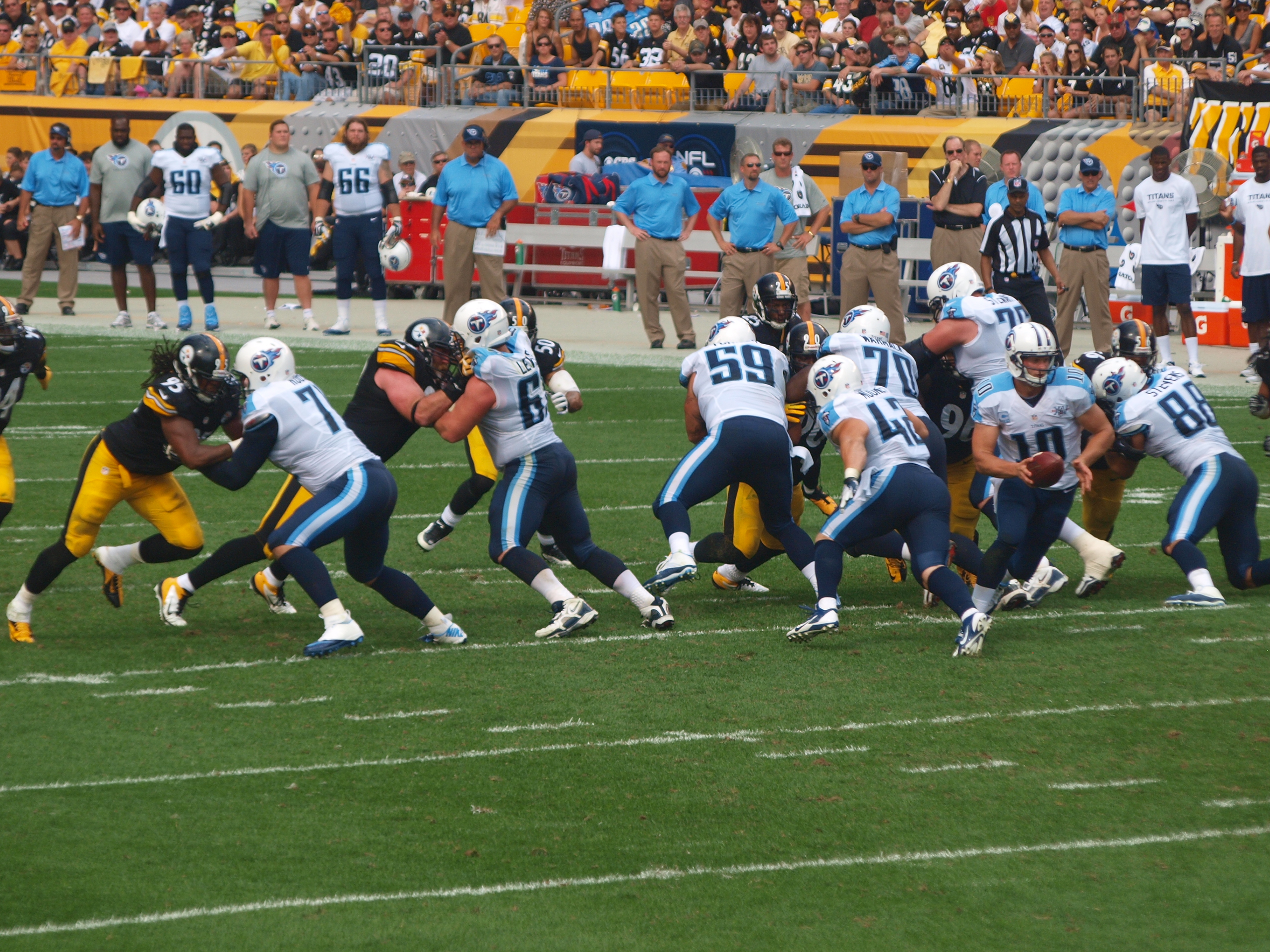
La gara di debutto stagionale contro gli Steelers

Nota: gli avversari della propria division sono in grassetto

## Classifiche
| AFC South              | AFC South | AFC South | AFC South | AFC South | AFC South | AFC South | AFC South | AFC South | AFC South |
|                        | V         | S         | P         | %         | DIV       | CONF      | PF        | PA        | STR       |
| ---------------------- | --------- | --------- | --------- | --------- | --------- | --------- | --------- | --------- | --------- |
| (4) Indianapolis Colts | 11        | 5         | 0         | .688      | 6–0       | 9–3       | 391       | 336       | V3        |
| Tennessee Titans       | 7         | 9         | 0         | .438      | 2–4       | 6–6       | 362       | 381       | V2        |
| Jacksonville Jaguars   | 4         | 12        | 0         | .250      | 3–3       | 4–8       | 247       | 449       | S3        |
| Houston Texans         | 2         | 14        | 0         | .125      | 1–5       | 2–10      | 276       | 428       | S14       |